# Helichrysum graveolens
Helichrysum graveolens là một loài thực vật có hoa trong họ Cúc. Loài này được (M.Bieb.) Sweet mô tả khoa học đầu tiên năm 1826.